# Перени (Долж)
Перени (рум. Pereni) насеље је у Румунији у округу Долж у општини Сопот. Oпштина се налази на надморској висини од 145 m.

## Становништво
Према подацима из 2002. године у насељу је живело 51 становника, од којих су сви румунске националности.